# Дивон (город)
Дивон (или Дибон; др.-евр. דיבון‬, по Фюрсту «место источников», по Гезениусу «таяние», «изнывание»; Нав. 13:9; на камне царя Меши דיבן, в Септуаг. Δαιβών; англ. Dibon; Dibon-gad; Diban; Dhiban) — библейский город, в получасе пути к северо-западу от Ароера, первоначально принадлежавший моавитянам, затем перешедший к аморитскому царю Сигону (Чис. 21:30) и впоследствии завоеванный израильтянами.

## Библейская история
Город первоначально принадлежал моавитянам (Чис. 21:29—30). Хотя Дивон был укреплён сразу же после его взятия коленом Гадовым (Чис. 32:3—34; отсюда название Дибон-Гад, Чис. 33:45 и сл.), однако по жребию он достался Рувимову колену (Нав. 13:17). В IX веке до н. э. моавитский царь Меша завоевал этот город и присоединил его к своим владениям (строка 28 на стеле Меша). Этот город, к которому Меша пристроил предместье Корху, קרחה (Лысая гора), сделался резиденцией Меши, укрепившего его стенами, башнями и воротами, устроившего в нём водопровод и обогатившего его многочисленными цистернами и дворцом, а также особым возвышением, на котором приносились жертвы богу Кемошу. Меша даже называет себя «дивонитом» (жителем Дибона, 1-я строка). Позднее Дивон является одним из значительнейших моавитских городов к северу от Арнона.

### Во времена пророков
В том пророчестве Исайи, в котором предсказывается гибель Моава, раньше других городов упоминается Дивон, причём в одном месте этого пророчества пророк, играя словами, называет его «Димон» (דמון, от דם; «кровь»; Ис. 15:2—9).
В эпоху Иеремии Дивон продолжал ещё, по-видимому, занимать выдающееся положение; пророк относился к нему как к резиденции правителя страны (Иер. 48:18—22).

## Позднее
Римский историк Евсевий (ок. 263—340) называет современный ему Дивон «весьма большим селением», но со времени завоевания Палестины арабами (VII век) он совершенно перестаёт упоминаться. Ещё и поныне[когда?] на римских дорогах, проходящих там, встречаются обломки колонн, куски карнизных украшений и другие орнаменты, разбросанные в большом количестве и свидетельствующие о былом величии города Дивона в эпоху владычества римлян в Палестине. Евсевий и Иероним упоминают о Дивоне под именем Давай или Девой.

## Расположение
Дивон находился на восточной стороне Иордана. По мнению авторов ЕЭБЕ, по нынешним остаткам можно определённо заключить, что главная часть Дивона, укрёпленная и обведённая стенами, лежала на отдельном, совершенно изолированном холме (возможно, что это и есть древняя Корха; см.); остальная же часть города раскинулась на двух других близлежащих холмах к юго-востоку и северо-востоку от Дивона.
Вся область Дивона представляет сплошной известняк; базальтовый камень, на котором высечена упомянутая выше надпись моавитского царя Меши, взят, очевидно, из гор, лежащих южнее Арнона.

## Одноимённый город
Другой Дивон (Дибон) — на юге от Иудеи, на границе с Идумеей; город, который, согласно Неемии (Неем. 11:25), был вторично заселен евреями, вернувшимися после изгнания в Палестину.